# Justin Maxwell
Justin Adam Maxwell (né le 6 novembre 1983 à Bethesda, Maryland, États-Unis) est un joueur de champ extérieur des Ligues majeures de baseball.

## Carrière

### Nationals de Washington

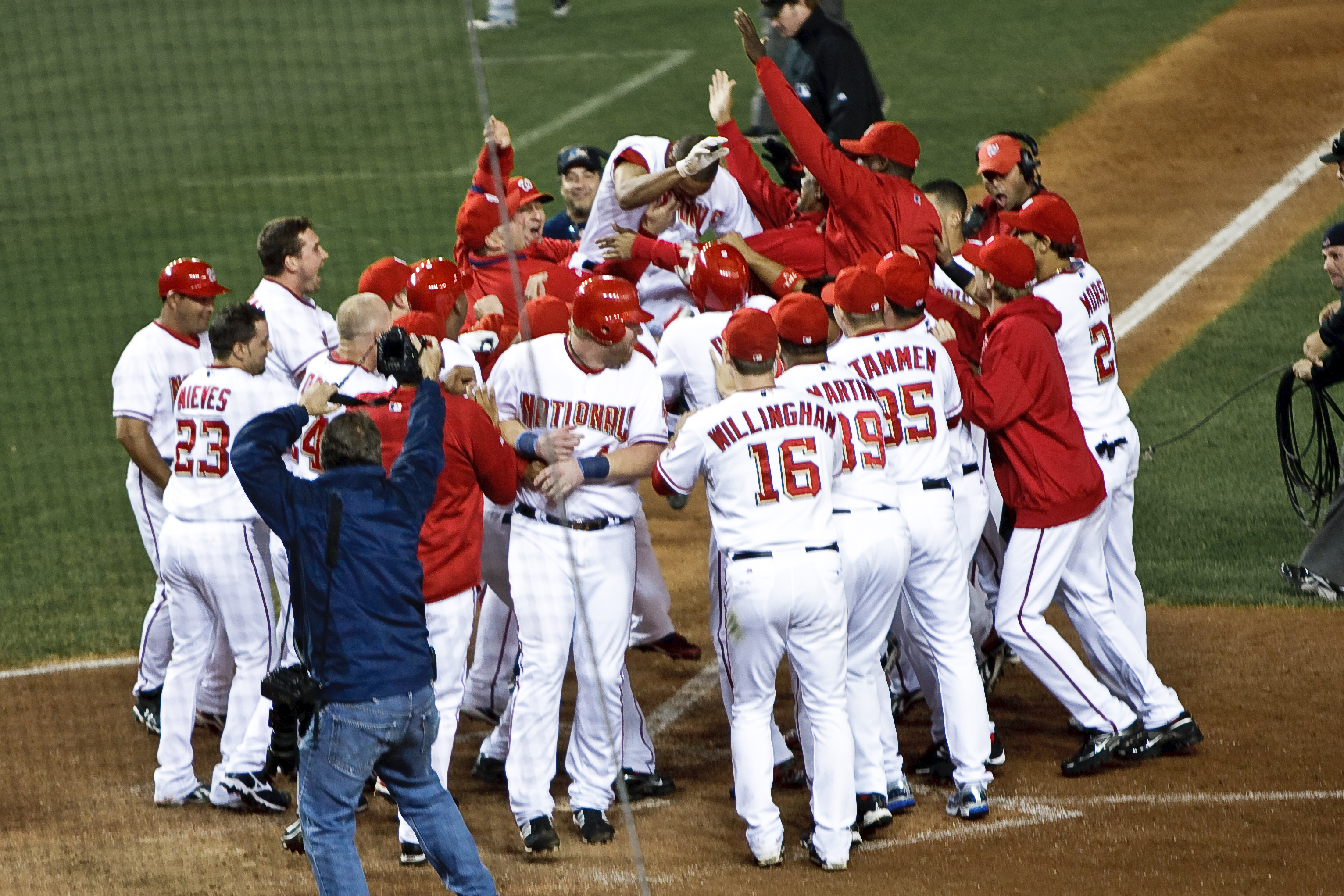
Justin Maxwell est fêté par ses coéquipiers des Nationals après un grand chelem le 30 septembre 2009.

Justin Maxwell est un choix de quatrième ronde des Nationals de Washington en 2005. Rappelé des ligues mineures à la fin de la saison 2007, il joue son premier match dans les majeures le 5 septembre pour les Nationals. Le 11 septembre contre les Marlins de la Floride, il frappe le premier coup de circuit de sa carrière, qui est aussi son premier coup sûr au plus haut niveau, alors qu'il réussit un grand chelem comme frappeur suppléant face au lanceur Chris Seddon.
Après une année 2008 passée dans les mineures, Maxwell joue quelques parties pour Washington en 2009 et 2010.
Lors du dernier match local de la saison 2009 des Nationals, le 30 septembre au Nationals Park, Maxwell frappe un grand chelem après deux retraits en fin de neuvième manche face au stoppeur Francisco Rodríguez pour mettre fin au match et procurer à Washington une victoire de 7-4 sur les Mets de New York.
En 2010, la moyenne au bâton de Maxwell n'est que de ,144 en 67 parties jouées pour les Nationals. 

### Yankees de New York
Le 2 février 2011, Justin Maxwell est transféré chez les Yankees de New York en retour du lanceur droitier des ligues mineures Adam Olbrychowski. Il passe la saison suivante en Triple-A à Scranton.

### Astros de Houston

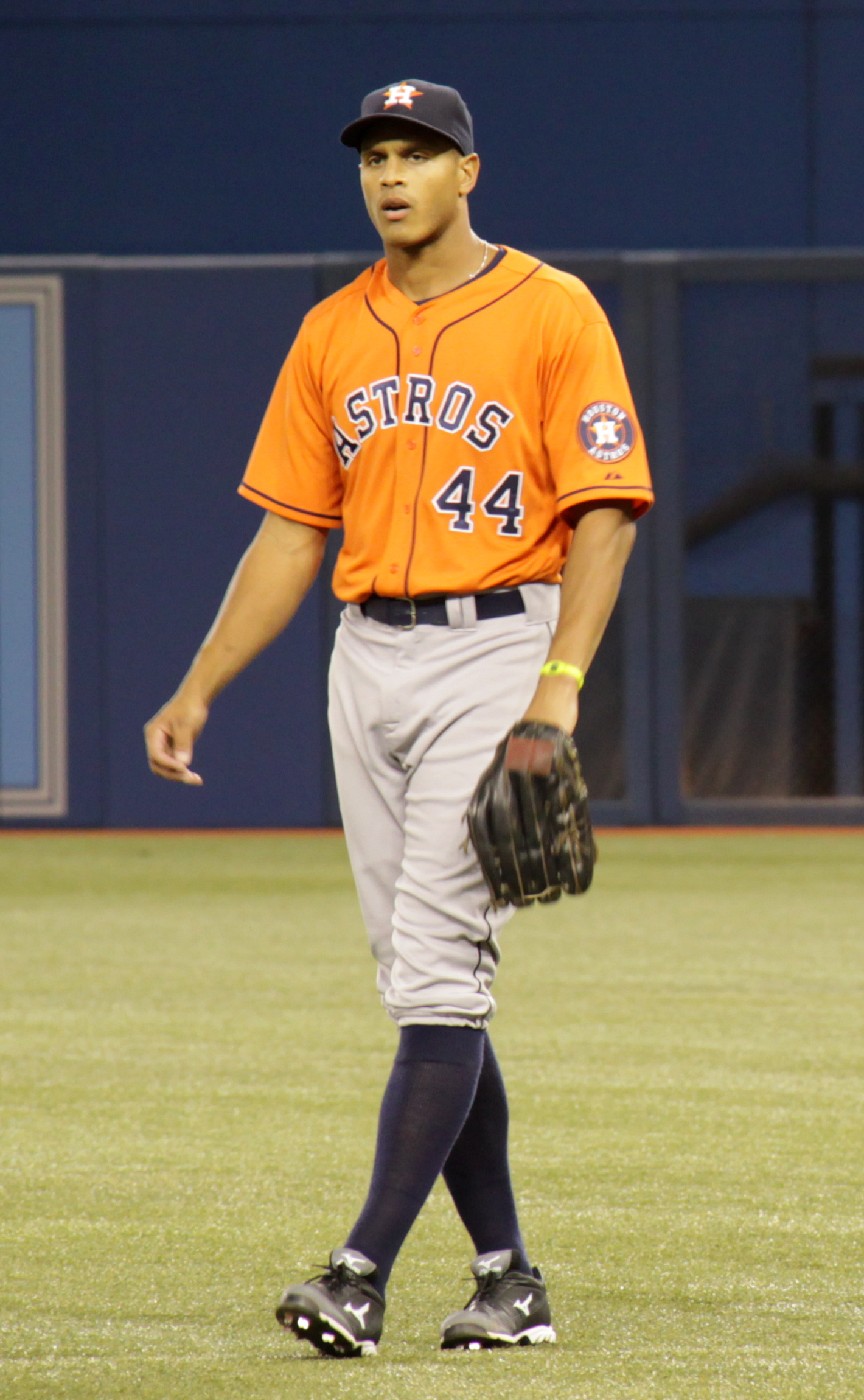
Justin Maxwell en 2013 avec les Astros de Houston.

Le 8 avril 2012, Maxwell est réclamé au ballottage par les Astros de Houston. Il dispute 124 matchs en 2012 avec sa nouvelle équipe, son plus grand nombre en une saison depuis son arrivée dans les majeures. Sa moyenne au bâton ne s'élève qu'à ,229 mais en revanche il mène tous les joueurs des Astros cette année-là avec 18 circuits et une moyenne de puissance de ,460. Ses 53 points produits le placent deuxième dans l'équipe derrière les 55 de J. D. Martinez.
Avec deux triples le 31 mars 2013 à Houston dans le premier match de l'histoire des Astros dans la Ligue américaine, Maxwell mène son club à une victoire de 8-2 sur les Rangers du Texas. Il fait marquer ses coéquipiers Brett Wallace et Carlos Peña pour les deux premiers points de la franchise dans leur nouvelle ligue.

### Royals de Kansas City
Le 31 juillet 2013, Maxwell est échangé aux Royals de Kansas City contre le lanceur des ligues mineures Kyle Smith. ll termine sa saison 2013 avec 7 circuits, 25 points produits et une moyenne au bâton de ,252 en 75 parties jouées au total pour Houston et Kansas City.
Il dispute 55 matchs des Royals en deux saisons (2013 et 2014) et frappe pour ,234 de moyenne au bâton avec 5 circuits.

### Giants de San Francisco
Maxwell rejoint les Giants de San Francisco pour le camp d'entraînement du printemps 2015. Il commence la saison avec les Giants, où il remplace Hunter Pence, blessé, et impressionne de prime abord par ses prouesses en offensive. Cependant, ses performances déclinent rapidement : après un passage à vide en juin avec une moyenne au bâton de ,150 en 21 matchs, il ne frappe que pour ,175 en 22 parties jouées en août et est retranché de l'effectif des Giants le 1er septembre.